# Oxyptilus epidectis
Oxyptilus epidectis là một loài bướm đêm thuộc họ Pterophoridae. Nó được biết đến ở Mauritius, Ấn Độ, Myanmar và Sri Lanka.